# Студийский устав
Студи́йский уста́в — набор правил и указаний, определявший порядок служб и регламентировавший использование основных богослужебных книг в византийской литургической традиции IX—XIV веков. Своим происхождением устав обязан преподобному Феодору Студиту (ум. 826), настоятелю Студийского монастыря.

## История
После смерти преподобного Феодора его устав был кратко записан неизвестным лицом, в промежуток между половиною IX и половиною X века. В устав Афанасия Афонского (ум. 980 г.) студийская запись вошла в переработанном и дополненном виде.
В половине XI века появилась полная запись Студийского устава, известная под именем Устава патриарха Алексия; но он был написан не для Студийского, а для Успенского монастыря, основанного этим патриархом близ Константинополя. Устав патриарха Алексия не дошёл до нас в подлиннике, но сохранился в нескольких позднейших славянских списках. Древнейшие из них — синодальный список XII века, типографской библиотеки — того же времени, и Санкт-Петербургской духовной академии — XIII века. Для своего устава Алексий пользовался, кроме Студийских записей, правилами древних устроителей монашеской жизни, обычаями церкви, порядками службы и быта других монастырей, в особенности Студийского. С устава патриарха Алексия были сделаны списки для других монастырей, так или иначе применённые к местным условиям. Из Константинополя Студийский устав был принесён святым Афанасием Афонским (X век) на Афон. В Южной Италии в итало-греческих областях действие его продолжалось до вытеснения оттуда греческого обряда и замены его латинским (за исключением монастыря Гроттаферрата).
В Русской церкви Студийский устав был введён преподобным Феодосием Печерским около 1070 года в Киево-Печерской лавре, откуда он распространился и в другие монастыри, с некоторыми изменениями, идущими, вероятно, от самого преподобного Феодосия.
Студийский устав сохранялся в Русской церкви до конца XIV века, когда был вытеснен Иерусалимским, но по местам оставался в силе гораздо дольше, как показывают списки его, относящиеся к концу XIV и XV веков. В некоторых русских монастырях он действовал до XVIII века. По свидетельству патриарха Нектария, на Синае он употреблялся в XVII веке.
В Украинской грекокатолической церкви Студийский устав был возрождён в конце XIX века. По данным на 2015 год студиты-грекокатолики насчитывают 92 монаха и 8 монастырей на Украине, в Италии и Канаде.

## Особенности Студийского устава
Разные варианты Студийского устава отличаются от Иерусалимского, и от более древних египетских уставов, менее строгими правилами богослужебной и бытовой монашеской жизни. Монахам дозволялось самовольно избирать себе игумена, изгонять его из монастыря и самим уходить в мир (церк.-слав. міръ) с оставлением монашеских обетов, ослаблялись посты.
Служба по Студийскому уставу — короче и не так торжественна (как по Иерусалимскому). В ней меньше кафизм, нет часов в праздники, на воскресной утрени отсутствуют Непорочны. Нет малой вечерни, всенощного бдения и великого славословия, минимум Марковых глав. Проскомидия совершалась диаконом; в седмичные дни Великого поста Литургия Преждеосвященных Даров совершалась ежедневно. Преобладала студийская гимнография.

## Некоторые редакции Студийского устава
- «Начертание устройства Студийского монастыря» (Ипотипосис)[3],
- «Устав святого и блаженного отца нашего Афанасия» (Диатипосис),
- Синайский канонарь (Святогробско-Студийский)[4],
- Ктиторские Студийские Типиконы[5],
- Преп. Феодосия Печерского, озаглавленный: «Уставьник расматряяй о брашьне же и о питии мнихом и вьсяцемъ ином чиноу и о пребываниях и в церкви и вьсьде (везде), уставлен убо не по писанию в манастыри студиистемь преподобнымь отцемь нашим исповедьникъмь Феодоръмь, бывъшимь в нём игуменом, предан же писанием от Альксия святого и вселеныя патриарха в поставленемь им манастыри в имя Божественыя Матере»,
- Типикон Криптоферратского или Кроммаферратского монастыря,
- Типикон Николо-Касулянского монастыря, основанного на восточной оконечности Калабрии,
- «Типикон Иоанна Постника»,
- Евергетидский Типикон, то есть монастыря Богородицы Евергетиды (Благодетельницы) в предместье Константинополя.